# Mellowpark
Der Mellowpark ist ein Sport- und Freizeitgelände im Bezirk Treptow-Köpenick. Er entstand auf Initiative des 1994 gegründeten Vereins „all eins e. V.“ als Outdoor-Skatepark 1999 auf dem Areal einer stillgelegten Kabelfabrik. Nach dem Wegfall der Nutzungsmöglichkeit an diesem Standort konnte mit Hilfe des Bezirksamts sowie zahlreicher Sponsoren und Initiativen ein Umzug der inzwischen international bekannt gewordenen Anlage zu An der Wuhlheide organisiert werden. Hier erfolgte bis zum Sommer 2012 ein schrittweiser Ausbau zu „Europas größtem Skateboard- und BMX-Park“. Der Träger ist der Verein Mellowpark. Eine weitere Vergrößerung des Parks beginnt im Jahr 2018, womit er dann zu einem BMX-Superpark werden soll und zu den größten derartigen Anlagen in Europa gehören wird.

## Geschichte

### Ein neues Freizeitvergnügen
Mitglieder des Vereins all eins e. V. entwickelten Ende der 1990er Jahre das Projekt zu einem Parcours für Funsport. Damit gewannen sie den vom Berliner Senat ausgelobten Wettbewerb Jugend entwickelt das neue Berlin zu neuen kreativen Jugendfreizeiteinrichtungen. Sie fanden mit dem Gelände der stillgelegten Kabelrollenfabrik des VEB Kabelwerk Köpenick an der Friedrichshagener Straße in der Nähe des Allende-Viertels eine geeignete Fläche und begannen mit der Herrichtung von Rampen, kleinen Lehmhügeln und einem BMX-Parcours. Das Areal befindet sich seit der Maueröffnung im Besitz der TLG Immobilien und erhielt – aus dem Englischen entlehnt (mellow = weich, sanft bzw. to mellow = umgänglicher werden) – die Bezeichnung Mellowpark. (In einem Video aus dem Jahr 2009 ist der Zustand der verlassenen Fabrikanlage zu sehen.)

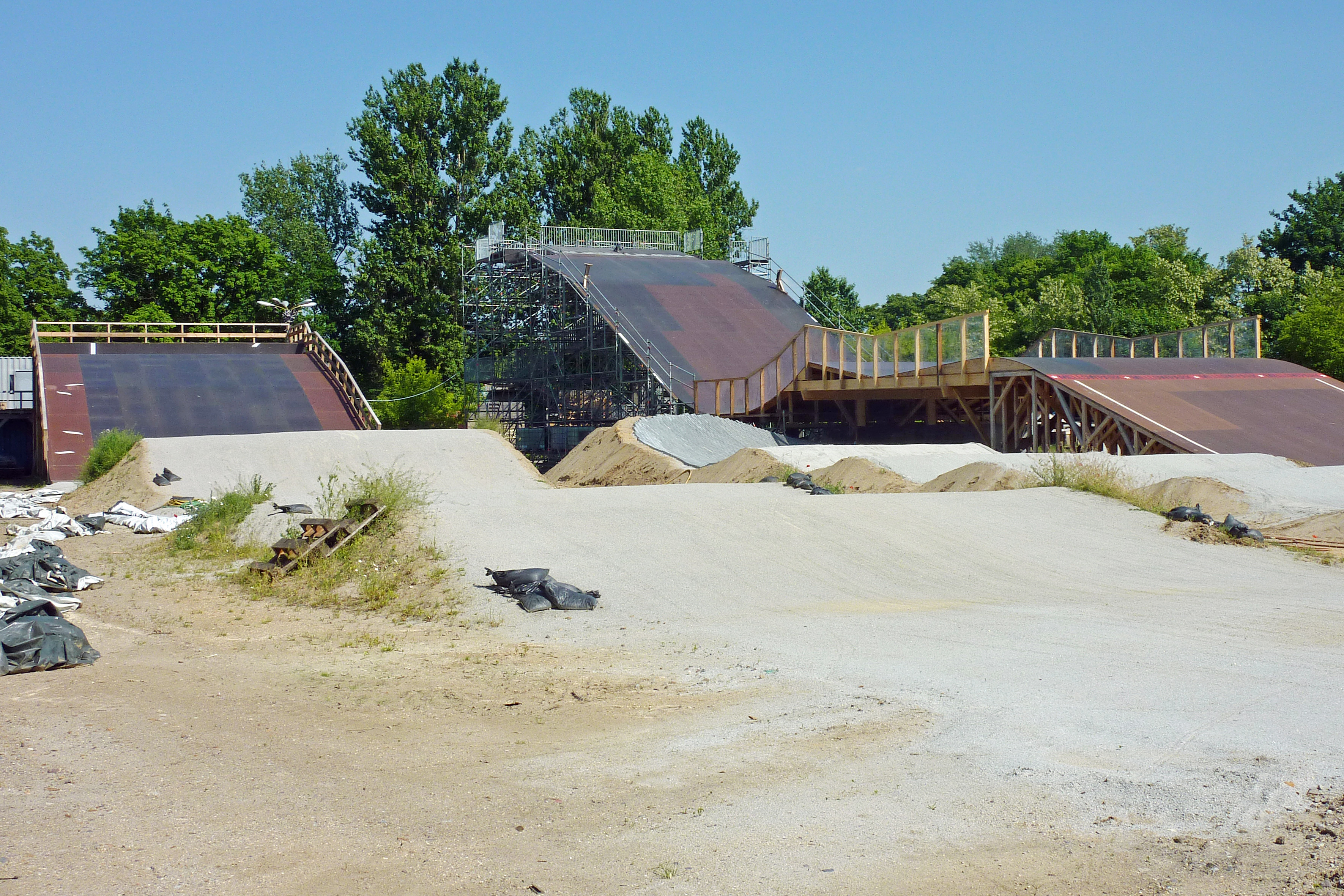
Rampen im Zentrum des Mellowparks

Bald kamen Beachvolleyballfelder, ein Bolzplatz und Basketballplätze hinzu. Im Jahr 2001 wurde im Mellowpark die Deutsche Meisterschaft Mellowparkjam für Skater ausgetragen. Die erstmals 2003 auf dem Parcours stattfindende Deutsche BMX-Meisterschaft German Open machte den Mellowpark international auch unter dieser Sportlergruppe bekannt. Mit dem dritten rebeljam erreichte die Anlage ihren Höhepunkt der Entwicklung, Teilnehmer aus 21 Nationen waren am Start. In den Jahren zwischen 2005 und 2008 wurden bis zu 20.000 Besucher (Aktive und Zuschauer) pro Jahr gezählt. Für das Jahr 2015 gibt der Betreiber 40.000 Besucher an.

### Entwicklungsfähige Sportfläche gesucht und gefunden
Ende des Jahres 2008 wurde der Mellowpark an seinem alten Standort geschlossen, weil in der Nachbarschaft ein Wohnpark errichtet werden sollte und der Nutzungsvertrag ausgelaufen war. Nach Protesten und Petitionen begann die Suche nach einem geeigneten neuen Standort. Die Beteiligten wurden mit einem bereits als Sportfläche gewidmeten Areal zwischen der Straße An der Wuhlheide und der Spree fündig. Zu Beginn des Jahres 2010 konnte der neue Nutzungsvertrag zwischen dem Trägerverein und Beauftragten der TLG Immobilien unterzeichnet werden. Im Anschluss richteten vor allem die Jugendlichen selbst den Mellowpark Campus mit ersten Dirts her. In den folgenden zwei Jahren wurde die hier vorhanden gewesene Ping-Pong-Halle zu einer Skatehalle umgestaltet, der Bowl, Rudis Reste Rampe (aus Resten des alten Mellowparks) und ein Pumptrack kamen hinzu. Beachvolleyball- und Basketspielflächen wurden mit den Materialien des „alten Mellowparks“ auf dem neuen Campus wieder errichtet. Der „neue Mellowpark“, die Freizeiteinrichtung für Skater und BMX-Fahrer, wurde bereits während der Umbauphase wieder für Wettkämpfe benutzt, im Mai 2010 fand das nächste Highway to Hill auf dem 350 Meter langen Parcours statt. Im Sommer 2012 waren die meisten Sporteinrichtungen auf dem Gelände fertiggestellt, und mit dem Highway to Hill 2012 wurde der Sportpark offiziell eröffnet. Der Verein all eins e. V. organisierte dazu den feierlichen Umzug der Mellowpark-Laterne vom alten auf das neue Grundstück. Die neue Sportanlage erfüllt alle Wünsche nach Aktivitäten vom Laien bis zum Profisportler, bietet Platz für Besucher und die damit verbundenen Sicherheitsstandards. Sie galt im Jahr ihrer Neueröffnung als größte Outdour-Skate-Anlage in Europa.

### Der Park ab Mitte der 2010er Jahre

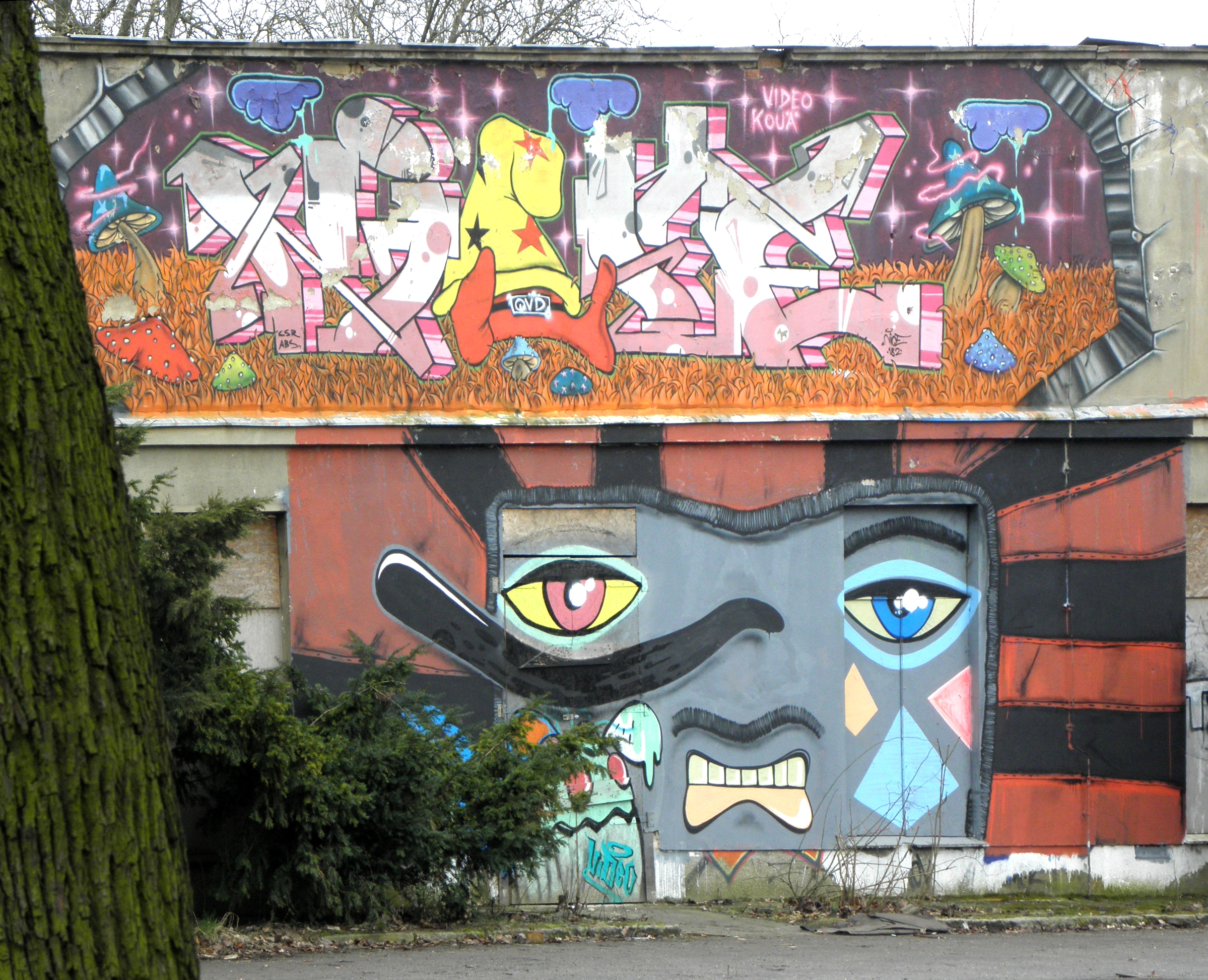
Parknutzer haben die Wände fantasievoll gestaltet.

Der Mellowpark ist seit den 2010er Jahren Bundesleistungszentrum und wird politisch und finanziell vom Bundesministerium des Innern, dem Berlin-Brandenburger Landessportbund und weiteren Sportinstitutionen unterstützt. Laut der Zielstellung des Trägervereins soll aber der Park wie bisher Sport und Jugendarbeit vereinen. Anfang Juli 2016 unterzeichneten das Bezirksamt Treptow-Köpenick und die Vertreter der Betreibervereine einen Nutzungsvertrag für die Anlage bis zum Jahr 2035, eine Option für weitere fünf Jahre ist ebenfalls festgeschrieben. Auf dieser sicheren Basis soll eine große Halle errichtet werden, in der Sport-Radfahrer und Skater wetterunabhängig trainieren oder Wettbewerbe austragen können. Außerdem sollen Übungsräume für Musiker, ein Café und ein Clubbetrieb darin entstehen; eine Kommerzialisierung wird dabei ausgeschlossen. Die vom 1. FC Union Berlin angestrebte Übernahme des Parkareals für die Nutzung als Nachwuchsleistungszentrum ist damit hinfällig.
Ende des Jahres 2016 beschloss der gerade neu gewählte Berliner Senat weitere Aktivitäten für den Mellowpark, darunter neben den bereits oben genannten folgende Maßnahmen:
- Anlage eines neuen Parcours (einer kunterbunten Rampenlandschaft fast in Größe eines Fußballfeldes mit einem sechs Meter hohen Craddle – eine Halbkugel für Loopings auf dem Rad),
- die Errichtung eines mehrgeschossigen Parkhauses mit einer Skateanlage auf dem Dach und
- Bau einer temporären Eislaufbahn.

Darüber hinaus können Baumhäuser, ein Hostel, Campingmöglichkeiten sowie eine Theater- und Konzertbühne entstehen. Alle Ideen stammen von den Jugendlichen und Betreibern.
Der vergrößerte und sportlich erweiterte Mellowpark soll im Jahr 2018 fertig gestellt sein. Als Kümmerer wirkt das siebenköpfige Team des Mellowpark-Vereins, das sein Büro in einem Schiffscontainer unterhält, wo sich auch ein Modell des Superparks befindet. Der Verein konnte einen großen Teil der benötigten Gelder durch Crowdfunding zusammen bekommen, 157.000 € stehen für die Arbeiten zur Verfügung. Langfristige Zielstellung ist, dass der Mellowpark Trainingszentrum für die deutsche Nationalmannschaft werden soll, die sich an den Olympischen Spielen in Tokio beteiligen will.

## Sportveranstaltungen

### 2001–2008
| Jahr | Bezeichnung des Events |
| ---- | --- |
| 2001 | Mellowpark Jam; Highway to Hill; BMX Dirt Contest; BMX Lake Jump Contest |
| 2002 | Highway to Hill; Mellowpark Jam; European King of Dirt; Crossroads Streetjam Beach Party@Mellowpark; Ready to Rock Streetjam; Presentation of futurevisions / Designing of the Project Mellowpark                                   |
| 2003 | Road*Star BMX-Jam; Red Bull Local Hero Tour; Highway to Hill; Karneval der Kulturen Bin Baden – BMX Lake Jump Contest; Mellowpark Jam; European King of Dirt; Crossroads Streetjam German Open – German BMX Championship; Beatheadz |
| 2004 | Road*Star BMX-Jam; Highway to Hill; B-Berlin Open; Red Bull Local Hero Tour The big eating; Ladiez first; Berlin City Games – Palast der Republik                                                                                   |
| 2005 | Road*Star BMX-Jam; Karneval der Kulturen; Highway to Hill; Mellowpark Jam rebeljam – unfiltered bmx; Ladiez first; Globe Skateboard Team@Mellowpark kidsfestival; Berlin City Games – Dresdener Bahnhof                             |
| 2006 | Ladiez first; Highway to Hill; Karneval der Kulturen; Marshmellow Jam Final Mellowpark Soccer League; Red Bull Local Hero Tour; Three Amigos Skateboard Contest; rebeljam – unfiltered bmx Berlin City Games – Parochialkirche      |
| 2007 | Highway to Hill; c.o.s cup; kidsfestival; rebeljam; German Open |
| 2008 | Highway to Hill; Summerclash; Family meets Mellowpark; German Open |

### Seit 2010
| Jahr              | Bezeichnung des Events                                                  | Bemerkungen |
| ----------------- | ----------------------------------------------------------------------- | --- |
| 2010              | Highway to Hill (Mai)                                                   | |
| 2012              | Highway to Hill; Mellowpark jam (Juni); Red Bull R.Evolution@Mellowpark | |
| 13./14. Juni 2014 | UCI-BMX-Racing-Weltcup 2014                                             | 200 Fahrer aus 20 internationalen Teams kämpften um Weltcup-Punkte, die Besten konnten sich zugleich für die Olympischen Spiele 2016 qualifizieren. |
| 1./2. Juli 2016   | Deutsche Meisterschaften Race Time Trial                                | Klassen Schüler*innen, Jugend, Junioren/Juniorinnen, Elite                                                                                          |
| 24. Sep. 2017     | East Cup Race                                                           | Wettkampf für Nachwuchssportler, an dem sich rd. 70 BMXer beteiligen                                                                                |

## Lage und Beschreibung
Der Mellowpark – im Osten des Ortsteils Oberschöneweide kurz vor der Grenze zum Ortsteil Köpenick – wird nördlich durch die Straße An der Wuhlheide, östlich durch die Wuhle, südlich durch die Spree und westlich durch die Spindlersfelder Straße begrenzt. In der Nachbarschaft befindet sich das Stadion An der Alten Försterei, das Fußballstadion des 1. FC Union Berlin. Die Gesamtfläche der Freizeitanlage umfasst mehr als einen Hektar. Vorhandene Gebäude und Mauern sind in die Gestaltung mit einbezogen, sie wurden häufig mit Graffiti „aufgehübscht“.

## Förderer, Sponsoren und Partner
Das Jugendamt des Bezirks stellt für das Projekt Mellowpark mehr als 75.000 Euro jährlich zur Verfügung, aus „all eins e. V.“ wurde inzwischen der Verein Mellowpark. Für dessen herausragende Jugendarbeit verlieh der Berliner Senat im August 2014 den FahrradStadtBerlin-Preis.
Darüber hinaus gibt es folgende Unterstützer:
| Sponsoren - Eastpak - Fahrradhändler Felt - Adidas - Titus GmbH, eine deutsche Skateboard-Handelskette - Carhartt, ein US-amerikanischer Sportbekleidungs-Hersteller - Red Bull | Partner - 030 Berliner Stadtmagazin - Audio - Berlin massive - BEST-Sabel Touristikakademie - Café im Haus der Jugend Köpenick (Café HDJK) - Deutsche Kinder- und Jugendstiftung - Fatbmx - Fine Lines, Marketing-Firma für Sportveranstaltungen | - Gesellschaft für Soziale Unternehmensberatung (Berlin) (gsub) - Messe Berlin - music media park - Ausbildungsverbund Praxis-Nah e. V. - Roof BMX e. V., ein BMX-Sportverein aus Berlin-Marzahn (bis Sommer 2012) - Star FM, privater Hörfunksender - Musikmagazin Uncle Sally’s; 2011 eingestellt |